# Saison 6 du Disney Parade
Chronologie
Saison 5 Saison 7
Voici le détail de la sixième saison de l'émission Disney Parade diffusée sur TF1 du 5 septembre 1993 au 28 août 1994.

## Animateurs et Fiche technique

### Les animateurs
Tout au long de son existence l’émission a eu de manière quasi-ininterrompue deux animateurs. Ce tandem fille/garçon reposait au cours de cette saison sur :
- Jean-Pierre Foucault
- Anne

Il est à noter qu'il s'agit de la dernière saison d'Anne en tant que présentatrice de l'émission ainsi que comme ambassadrice de Disney en France: en effet le contrat de 5 ans qu'elle avait signé en 1989 étant arrivé à terme, la jeune femme a préféré ne pas renouveler le contrat malgré le souhait de la compagnie Disney de la conserver. Ce cas de figure n'ayant pas été envisagé par la société, le siège de présentatrice s'est retrouvé vacant dès septembre 1994, obligeant Jean-Pierre Foucault a assuré seul la présentation pendant cinq émissions (du 11 septembre au 9 octobre 1994). Lors de l'émission du dimanche 11 septembre 1994 il lut tout au début une lettre de Anne annonçant son départ aux téléspectateurs :

« Cher Jean-Pierre, cher(e)s ami(e)s de Disney Parade.
Après cinq formidables années passées en votre compagnie je pars pour de nouvelles aventures et, comme souvent dans le cas de nouvelles aventures, je n'ai pas eu le temps de venir vous dire au-revoir en personne mais je continuerai à vous regarder sur le petit écran avec beaucoup de plaisir.
Bonne route à Disney Parade.
Bisous

Anne »

— Émission du Disney Parade du dimanche 11 septembre 1994

### Fiche de l'émission
- Réalisation : Laurent Villevielle
- Production : Gérard Louvin
- Société de production : Buena Vista Television

## Courts-métrages classiques diffusés
- Mickey Mouse
- Donald Duck
- Dingo
- Donald & Dingo
- Pluto
- Figaro
- Tic et Tac
- Silly Symphonies
- Le Marsupilami

### Liste des courts-métrages classiques
Depuis le lancement de l'émission le dimanche 1er janvier 1989, l'émission a toujours diffusé au moins un dessin-animé. Néanmoins cette sixième saison de l'émission vit apparaître une évolution: lors des cinq précédentes saisons, les dessins-animés diffusés étaient des courts-métrages classiques Disney, pour certains datant d'avant la Seconde Guerre Mondiale, alors qu'en septembre 1993 a été diffusée pour la première fois une série Disney Le Marsupilami, produite durant la décennie des années 1990.

Les dessins animés de l’émission étaient annoncés dans la rubrique Télé Disney du Journal de Mickey. Voici une liste non exhaustive de ces derniers :

| Date                       | Le Monde Merveilleux de Walt Disney                             |
| -------------------------- | --------------------------------------------------------------- |
| dimanche 5 septembre 1993  | Pluto et Figaro                                                 |
| dimanche 12 septembre 1993 |                                                                 |
| dimanche 19 septembre 1993 |                                                                 |
| dimanche 26 septembre 1993 | Le Marsupilami, un dessin animé                                 |
| dimanche 3 octobre 1993    | Le Marsupilami, un dessin animé                                 |
| dimanche 10 octobre 1993   | Le Marsupilami, épisode The Treasure of the Sierra Marsdre      |
| dimanche 17 octobre 1993   | Le Marsupilami, un dessin animé                                 |
| dimanche 24 octobre 1993   | Le Marsupilami, un dessin animé                                 |
| dimanche 31 octobre 1993   | Attention au lion                                               |
| dimanche 7 novembre 1993   | Le Marsupilami, un dessin animé                                 |
| dimanche 14 novembre 1993  | Mickey pompier                                                  |
| dimanche 21 novembre 1993  | Le Marsupilami, épisode Marsupilami contre docteur Normanstein  |
| dimanche 28 novembre 1993  | Nettoyeurs de carreaux                                          |
| dimanche 5 décembre 1993   | Le Marsupilami, un dessin animé                                 |
| dimanche 12 décembre 1993  | Voix de rêve                                                    |
| dimanche 19 décembre 1993  | Le Marsupilami, un dessin animé                                 |
| dimanche 26 décembre 1993  | Donald à la kermesse                                            |
| dimanche 2 janvier 1994    | Le Marsupilami, épisode Mon sorcier bien-aimé                   |
| dimanche 9 janvier 1994    | La poule aux œufs d'or                                          |
| dimanche 16 janvier 1994   | Le Marsupilami, épisode Mars vs. Man                            |
| dimanche 23 janvier 1994   | Les Neveux de Donald                                            |
| dimanche 30 janvier 1994   | Le Marsupilami, épisode La route du rhume                       |
| dimanche 6 février 1994    | Pluto et le rat des champs                                      |
| dimanche 13 février 1994   | Le Marsupilami, un dessin animé                                 |
| dimanche 20 février 1994   | Ferdinand le taureau                                            |
| dimanche 27 février 1994   | Le Marsupilami, un dessin animé                                 |
| dimanche 6 mars 1994       | Dingo joue au baseball                                          |
| dimanche 13 mars 1994      | Le Grand Méchant Loup                                           |
| dimanche 20 mars 1994      | Le Marsupilami, épisode Cropsy Turvy                            |
| dimanche 27 mars 1994      | (pas d'émission)                                                |
| dimanche 3 avril 1994      | Le clip des Aristochats                                         |
| dimanche 10 avril 1994     |                                                                 |
| dimanche 17 avril 1994     | Pluto et le Bourdon                                             |
| dimanche 24 avril 1994     | Dingo en vacances                                               |
| dimanche 1er mai 1994      |                                                                 |
| dimanche 8 mai 1994        |                                                                 |
| dimanche 15 mai 1994       | Le Marsupilami, épisode Il n'est jamais tartare pour bien faire |
| dimanche 22 mai 1994       | Le Marsupilami, épisode Un tie avaux mieux que deux tu l'auras  |
| dimanche 29 mai 1994       | Dingo en vacances                                               |
| dimanche 5 juin 1994       |                                                                 |
| dimanche 12 juin 1994      | Le Marsupilami, épisode Château d'Oz                            |
| dimanche 19 juin 1994      | L'Ange gardien de Donald                                        |
| dimanche 26 juin 1994      | Un extrait de Bambi                                             |
| dimanche 3 juillet 1994    |                                                                 |
| dimanche 10 juillet 1994   | L'Autruche de Donald                                            |
| dimanche 17 juillet 1994   | Le Marsupilami, épisode Vol au-dessus d'un nid de Piou-piou     |
| dimanche 24 juillet 1994   |                                                                 |
| dimanche 31 juillet 1994   | Elmer l'éléphant                                                |
| dimanche 7 aout 1994       |                                                                 |
| dimanche 14 aout 1994      | Le Marsupilami, épisode Le clan des petits simiens              |
| dimanche 21 aout 1994      |                                                                 |
| dimanche 28 aout 1994      | Le Chat, le Chien et la Dinde                                   |

## Le Monde Merveilleux de Walt Disney
Le contenu du Monde merveilleux de Walt Disney était annoncé dans la rubrique Télé Disney du Journal de Mickey.
Voici une liste non exhaustive de ces derniers :

### Programmation
Voici la liste approximative (les cases vides indiquent que la programmation de l'émission est inconnue ou partiellement connue) des séries ayant été diffusées entre le 1er septembre 1993 au 31 août 1994:

| Date                       | Le Monde Merveilleux de Walt Disney                                             |
| -------------------------- | ------------------------------------------------------------------------------- |
| dimanche 5 septembre 1993  | Capone, chien gangster, seconde partie                                          |
| dimanche 12 septembre 1993 | Big foot, première partie                                                       |
| dimanche 19 septembre 1993 | Big foot, seconde partie                                                        |
| dimanche 26 septembre 1993 |                                                                                 |
| dimanche 3 octobre 1993    | Cent vies de Black Jack Savage, un épisode                                      |
| dimanche 10 octobre 1993   | Electonic Junior, première partie                                               |
| dimanche 17 octobre 1993   | Electonic Junior, seconde partie                                                |
| dimanche 24 octobre 1993   | Une série de science fiction sur la planète Andar                               |
| dimanche 31 octobre 1993   | Fantôme pour rire, une série                                                    |
| dimanche 7 novembre 1993   | Cent vies de Black Jack Savage, un épisode                                      |
| dimanche 14 novembre 1993  | La voltige des boîtes à chapeaux, première partie                               |
| dimanche 21 novembre 1993  | La voltige des boîtes à chapeaux, seconde partie                                |
| dimanche 28 novembre 1993  | Les cent vies de Black Jack Savage, épisode Des contrats à casser               |
| dimanche 5 décembre 1993   | Pas de répit sur planète Terre, une série                                       |
| dimanche 12 décembre 1993  | Noël en péril, première partie                                                  |
| dimanche 19 décembre 1993  | Noël en péril, seconde partie                                                   |
| dimanche 26 décembre 1993  | Le Noël de Mickey                                                               |
| dimanche 2 janvier 1994    | Winnie l'ourson, épisode Noël à l'unisson                                       |
| dimanche 9 janvier 1994    | Les Cent vies de Black Jack Savage, épisode Un jour dans la vie de Logan Murphy |
| dimanche 16 janvier 1994   | Pas de répit sur planète Terre, une série                                       |
| dimanche 23 janvier 1994   | Opération Mildred, première partie                                              |
| dimanche 30 janvier 1994   | Opération Mildred, seconde partie                                               |
| dimanche 6 février 1994    | Les cents vies de Black Jack Savage                                             |
| dimanche 13 février 1994   | Attention espions, première partie                                              |
| dimanche 20 février 1994   | Attention espions, seconde partie                                               |
| dimanche 27 février 1994   | Pas de répit sur planète Terre, un épisode                                      |
| dimanche 6 mars 1994       | Jack le montagnard, premier épisode                                             |
| dimanche 13 mars 1994      | Jack le montagnard, second épisode                                              |
| dimanche 20 mars 1994      | Jack le montagnard, second épisode                                              |
| dimanche 27 mars 1994      | (pas d'émission)                                                                |
| dimanche 3 avril 1994      | Pas de répit sur planète Terre, un épisode                                      |
| dimanche 10 avril 1994     | Drôles de héros, première partie                                                |
| dimanche 17 avril 1994     | Drôles de héros, seconde partie                                                 |
| dimanche 24 avril 1994     | Pas de répit sur planète Terre, épisode Aventures à Disneyland                  |
| dimanche 1er mai 1994      | The Ernest Green Story, première partie                                         |
| dimanche 8 mai 1994        | The Ernest Green Story, seconde partie                                          |
| dimanche 15 mai 1994       | L'enfant miracle, première partie                                               |
| dimanche 22 mai 1994       | L'enfant miracle, seconde partie                                                |
| dimanche 29 mai 1994       | Pas de répit sur la planète Terre, épisode Aventures à Disneyland               |
| dimanche 5 juin 1994       | Diligence Express, épisode Le convoi, seconde partie                            |
| dimanche 12 juin 1994      | Joyeux anniversaire Donald                                                      |
| dimanche 19 juin 1994      | Super flics, épisode Pilote                                                     |
| dimanche 26 juin 1994      | Herbie à la rescousse                                                           |
| dimanche 3 juillet 1994    |                                                                                 |
| dimanche 10 juillet 1994   | Super flics, épisode Blue Flu                                                   |
| dimanche 17 juillet 1994   | Ma maison est ta maison, épisode 3                                              |
| dimanche 24 juillet 1994   | Projet E.X.I.L., première partie                                                |
| dimanche 31 juillet 1994   | Projet E.X.I.L., seconde partie                                                 |
| dimanche 7 aout 1994       | Super flics, épisode Grand Theft Avocado                                        |
| dimanche 14 aout 1994      | Super flics épisode L'étrangleur                                                |
| dimanche 21 aout 1994      | La fiancée de Mr Boogedy, première partie                                       |
| dimanche 28 aout 1994      | La fiancée de Mr Boogedy, seconde partie                                        |

## Thèmes et reportages des émissions
À compter de cette saison, l'émission a définitivement délaissé le décor du Château au bénéfice des différentes attractions et places du complexe. Cette réorientation est à mettre en parallèle avec la fragilisation financière du complexe à partir de 1993 : dès juin de cette année la société Euro Disney est dans l'obligation de ralentir ses projets et de geler les différents développements initialement programmés. De fait la dernière utilisation du décor du château sera lors de l'émission diffusée le dimanche 31 octobre 1993 à l'occasion d'Halloween.

Par la suite chaque nouvelle attraction ouverte bénéficiera d'une couverture complète dans l'émission, comme Le petit train du cirque et Le Pays des Contes de Fées qui ont été ouvertes au début du mois d'avril 1994 et ont pu bénéficier d'une couverture dès l'émission du dimanche 10 avril 1994.

De même l'émission fera la promotion de parties du complexe autres les attractions du parc. Dans cette catégorie entre les restaurants et les hôtels du complexe (aussi bien dans le Parc qu'en dehors): pour les hôtels on peut citer le Disney's Sequoia Lodge, lors de l'émission du dimanche 9 janvier 1994, et le Disney's Hotel New York, lors de l'émission du dimanche 1er mai 1994.

Voici la liste des attractions ayant ouverte entre le 1er septembre 1993 au 31 août 1994:
- Le petit train du cirque, ouvert en avril 1994
- Le Pays des Contes de Fées, ouvert en avril 1994
- Les Mystères du Nautilus, ouvert le 4 juillet 1994

Ci-dessous une liste non-exhaustive des lieues de tournage répertoriés:

| Date                       | Lieu |
| -------------------------- | --- |
| dimanche 5 septembre 1993  | Le décor du Château                                                                                       |
| dimanche 12 septembre 1993 | |
| dimanche 19 septembre 1993 | |
| dimanche 26 septembre 1993 | |
| dimanche 3 octobre 1993    | |
| dimanche 10 octobre 1993   | Le décor du Château et Temple du Péril                                                                    |
| dimanche 17 octobre 1993   | |
| dimanche 24 octobre 1993   | |
| dimanche 31 octobre 1993   | Halloween dans le décor du Château et le Phantom Manor                                                    |
| dimanche 7 novembre 1993   | Autopia                                                                                                   |
| dimanche 14 novembre 1993  | Stars Tours                                                                                               |
| dimanche 21 novembre 1993  | Les 65 ans Mickey à l'Auberge de Cendrillon                                                               |
| dimanche 28 novembre 1993  | Le Visionarium                                                                                            |
| dimanche 5 décembre 1993   | |
| dimanche 12 décembre 1993  | Le Lac Disney                                                                                             |
| dimanche 19 décembre 1993  | |
| dimanche 26 décembre 1993  | L'Opération un jouet pour Noël et Main Street Vehicles                                                    |
| dimanche 2 janvier 1994    | Le Jour de l'an au Main Street Lounge du Disneyland Hotel Paris                                           |
| dimanche 9 janvier 1994    | Le lac du Disney's Newport Bay Club, la patinoire du Disney's Hotel New York et le Disney's Sequoia Lodge |
| dimanche 16 janvier 1994   | |
| dimanche 23 janvier 1994   | |
| dimanche 30 janvier 1994   | Wild West Show, partie 1                                                                                  |
| dimanche 6 février 1994    | Wild West Show, partie 2                                                                                  |
| dimanche 13 février 1994   | |
| dimanche 20 février 1994   | |
| dimanche 27 février 1994   | |
| dimanche 6 mars 1994       | Les Épices Enchantées                                                                                     |
| dimanche 13 mars 1994      | Pirates des Caraïbes                                                                                      |
| dimanche 20 mars 1994      | Temple du Péril                                                                                           |
| dimanche 27 mars 1994      | (pas d'émission)                                                                                          |
| dimanche 3 avril 1994      | It's a Small World                                                                                        |
| dimanche 10 avril 1994     | Le petit train du cirque et Le Pays des Contes de Fées                                                    |
| dimanche 17 avril 1994     | Disneyland Railroad                                                                                       |
| dimanche 24 avril 1994     | Disneyland Railroad                                                                                       |
| dimanche 1er mai 1994      | Manhattan Jazz Club                                                                                       |
| dimanche 8 mai 1994        | |
| dimanche 15 mai 1994       | Big Thunder Mountain                                                                                      |
| dimanche 22 mai 1994       | It's a Small World                                                                                        |
| dimanche 29 mai 1994       | Disneyland Railroad                                                                                       |
| dimanche 5 juin 1994       | Orbitron                                                                                                  |
| dimanche 12 juin 1994      | Pirouettes du Vieux Moulin                                                                                |
| dimanche 19 juin 1994      | Mark Twain                                                                                                |
| dimanche 26 juin 1994      | Adventure Isle                                                                                            |
| dimanche 3 juillet 1994    | |
| dimanche 10 juillet 1994   | Disney's Newport Bay Club                                                                                 |
| dimanche 17 juillet 1994   | Nautilus                                                                                                  |
| dimanche 24 juillet 1994   | |
| dimanche 31 juillet 1994   | Pirouettes du Vieux Moulin                                                                                |
| dimanche 7 aout 1994       | Mark Twain                                                                                                |
| dimanche 14 aout 1994      | Disney's Newport Bay Club                                                                                 |
| dimanche 21 aout 1994      | La cabane des Robinsons                                                                                   |
| dimanche 28 aout 1994      | Adventure Isle                                                                                            |